# Fast Syter
De Fast Syter is een bustype voor interstedelijk vervoer, geproduceerd door de Franse busfabrikant Fast Concept Car.

## Inzet
In Nederland komt deze bus niet voor, maar wel in onder andere België, Frankrijk en Groot-Brittannië.
| Land   | Bedrijf                      | Aantal | Series                               | Inzet                    | Opmerking                                                                       |
| ------ | ---------------------------- | ------ | ------------------------------------ | ------------------------ | ------------------------------------------------------------------------------- |
| België | Autobus de Genval            | 7      | 961210-961211, 961325-961327, 961329 | Waals-Brabant            | 961324 is ex-961305 en is verkocht aan LIM Collard-Lambert 961325 is ex-961306a |
| België | Autobus Dujardin et Fils     | 1      | YXV-884                              | Schoolvervoer Henegouwen |                                                                                 |
| België | Autobus Dujardin et Fils     | 2      | 455123-455124                        | Henegouwen               | Verkocht aan Transports Penning                                                 |
| België | Ets. Fr. Cardona et Deltenre | 1      | 905249                               | Waals-Brabant            |                                                                                 |
| België | LIM Collard-Lambert          | 1      | 608125                               | Lijn 1011: Luik - Athus  | Ex-Autobus de Genval 961324                                                     |
| België | Muys Reizen                  | 2      | YRX-680, YSF-703                     | Schoolvervoer            |                                                                                 |
| België | Transports Penning           | 2      | 563283b, 563284b                     | Namen                    | Ex-Autobus Dujardin et Fils                                                     |